# Regent (odrůda révy vinné)

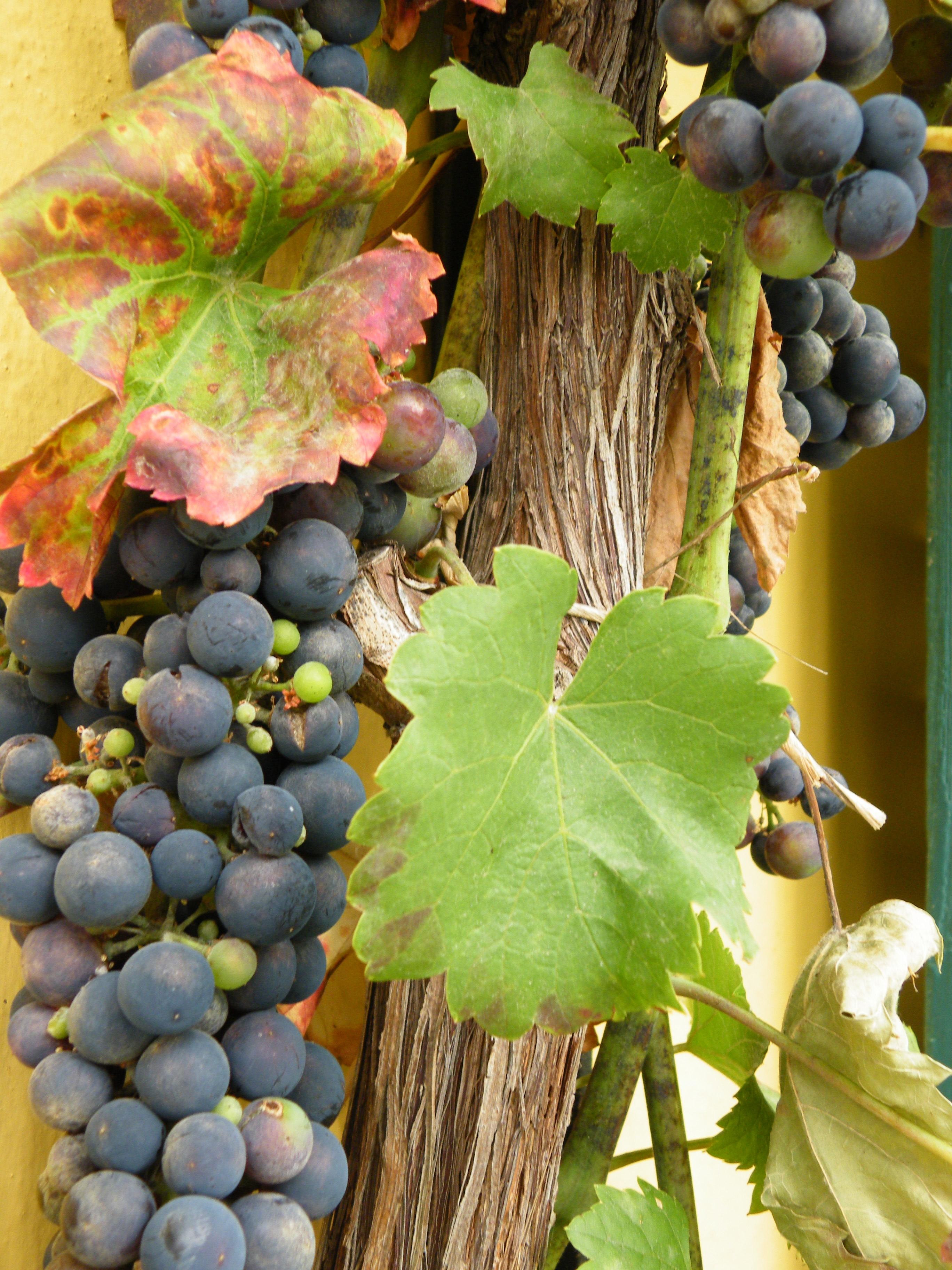
Dozrávající hrozny odrůdy Regent

Regent je raná až středně pozdní, interspecifická moštová odrůda révy (též hybridní odrůda, mezidruhové křížení, PiWi odrůda), určená k výrobě červených vín, která byla vyšlechtěna roku 1967 v Německu, kříženec odrůd Diana a Chambourcin. Jako zajímavosti lze uvést, že patří k nejúspěšnějším interspecifickým modrým moštovým odrůdám, že v katalogu VIVC je uveden původ Vitis vinifera a dále, že se omezeně pěstuje též jako stolní odrůda.
Genetický profil odrůdy : 78,5 % Vitis vinifera, 3,3 % Vitis labrusca, 14,6 % Vitis rupestris, 1,6 % Vitis berlandieri, 1 % Vitis riparia, 1,1 % Vitis lincecumii. 
Diana je moštová odrůda původu Vitis vinifera, kříženec Sylvánské zelené × Müller Thurgau. Byla vyšlechtěná též v Německu (P. Morio, B. Husfeld, G. Alleweldt, JKI Geilweilerhof). Má žlutozelené hrozny, je určena k výrobě bílých vín, ale v Německu je pěstována pouze na pokusných plochách, nepřevyšujících rozlohou 1 hektar.
Chambourcin je pozdní, odolná, interspecifická moštová odrůda, kříženec Seyve Villard 12-417 × Chancellor francouzského šlechtitele jménem Joannes Seyve (1900–1966). Stoprocentní jistotu o rodičovských odrůdách nemáme, není známo ani datum křížení, materiály se nedochovaly, k rozšíření odrůdy každopádně došlo až mnohem později, roku 1963. Její jméno je odvozeno od názvu obce Bougé-Chambalud v départementu Isère, kde byla experimentální plocha. Odrůda se pěstuje ve Francii, v údolí Rhôny, roku 2011 na 684 ha a dále například v USA. Dekretem z 18. dubna 2008 se stala i přes svůj hybridní původ oficiálně připuštěnou odrůdou k výrobě jakostních vín, obsahuje vysoký podíl genů Vitis vinifera.

## Popis

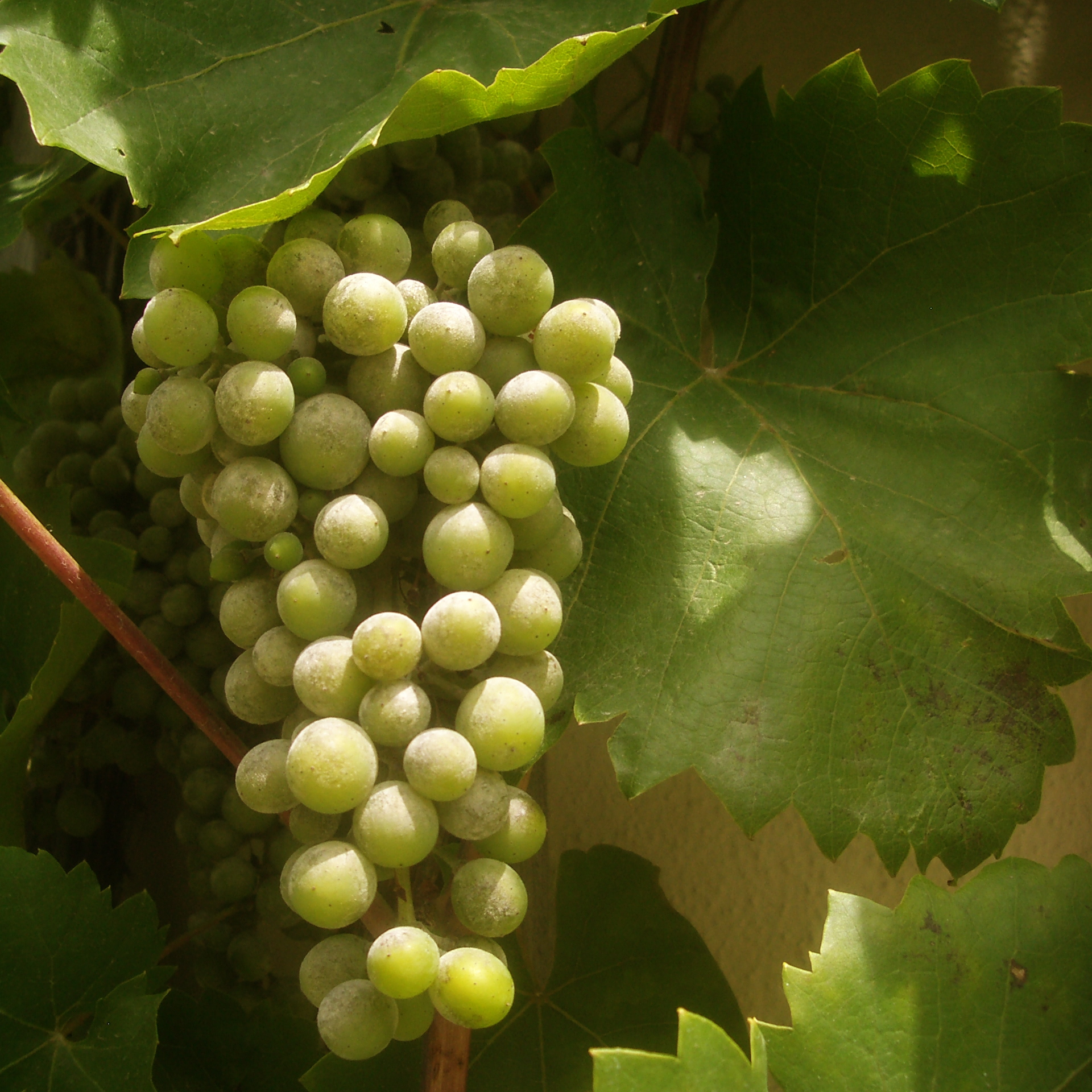
Hrozen odrůdy Regent ve fázi před zaměkáním a barvením bobulí

Réva odrůdy Regent je jednodomá dřevitá pnoucí liána, dorůstající v kultuře až několika metrů. Kmen tloušťky až několik centimetrů je pokryt světlou borkou, která se loupe v pruzích. Úponky umožňují této rostlině pnout se po pevných předmětech. Růst je středně bujný se slabším růstem zálistků. Vrcholky letorostů jsou otevřené, slabě bíle vlnatě plstnaté, slabě zabarvené antokyaniny. Mladé lístky jsou zelené s bronzovým nádechem, jemně bíle ochmýřené. Jednoleté réví je tmavohnědé.
List je středně velký, nečleněný až tří- či pětilaločnatý s velmi mělkými až mělkými, otevřenými výkroji, kožovitý, na líci mírně vrásčitý a slabě puchýřnatý, na okraji výrazně zoubkovaný. Řapíkový výkroj je lyrovitý s ostrým dnem, úzce otevřený až uzavřený, řapík listu je spíše kratší a narůžovělý, stejně jako žilnatina listu v oblasti napojení řapíku.
Oboupohlavní květy v hroznovitých květenstvích jsou žlutozelené, samosprašné. Hrozny jsou malé až střední, (105 g, 10–15 cm), cylindricko-kónické, středně husté až husté, většinou bez křidélek, bobule jsou malé až středně velké (1,5 g, až 1,5 cm v průměru), okrouhlé až mírně oválné, tmavě modré, modrofialové až modročerné barvy, s tužší slupkou, při dozrání se snadno uvolňují od třapiny. Dužina je rozplývavá, středně intenzívně červeně zbarvená, plné, harmonické chuti, někdy s travnatými (rostlinnými) tóny.

## Původ a rozšíření
Regent je interspecifická moštová odrůda révy, kříženec odrůd Diana a Chambourcin. Byla vyšlechtěna roku 1967 Gerhardtem Alleweldtem a kolektivem šlechtitelů Julius Kühn-Institutu v Geilweilerhofu, v Německu. Zápis do odrůdové knihy proběhl v Německu roku 1995.
V Německu byla odrůda roku 2009 pěstována na 2.122 hektarech (2,1 % plochy vinic), nejhojněji ve vinařských oblastech Rheinhessen, Rýnská Falc a Bádensko. Menší plochy vinic se nacházejí též ve Švýcarsku, v okolí města Curych (41 ha roku 2007), v Anglii, Nizozemsku, USA, Rusku.
Odrůda není zapsána do Státní odrůdové knihy České republiky, registrační řízení probíhá a mělo by být ukončeno v roce 2012. Není ani odrůdou, povolenou k výrobě zemských vín. V poslední době se odrůda začíná pozvolna rozšiřovat i na vinicích v Čechách a zejména na Moravě, s odrůdovými víny se lze setkat na místních koštech.

## Název
Existují dvě verze výkladu názvu odrůdy. První uvádí, že se jedná o ekvivalent slova „ušlechtilý, vznešený“ (pokud název vychází z latiny, lépe by snad odpovídalo slovo „královský“). Druhý výklad tvrdí, že je odrůda pojmenována po diamantu, který původně vážil 410 karátů a platil za nejhezčí diamant světa. Byl nalezen r. 1701 v Indii (a původně snad pojmenován Pate), teprve po roku 1717, kdy byl v Londýně vybroušen do dnešní váhy 140,5 karátů, nese jméno „Regent“. Dlouho patřil k francouzskému královskému pokladu, leč poslední král přišel o hlavu a dnes je vystaven v Louvru (ten diamant, samozřejmě).
Pracovní název odrůdy byl Gf. 67-198-3 či Geilweilerhof 67-198-3, v Rusku užívaný název je Регент.

## Pěstování
Réví dobře vyzrává, odrůda je odolná vůči mrazu, snese až −27 °C, pěstuje se například i na území státu Michigan nebo na ruských pláních, taky na Ostravsku. Dá se pěstovat ekologicky, zcela bez chemie, což často využívají v Německu. Vhodná je pro střední vedení, snáší dobře krátký řez. Vhodné podnože jsou K 5BB, РР 101-14, T 5C, SO-4, Cr 2 i 125 AA, v Německu Binova, v žádném případě ne Börner, protože odrůda potom může trpět chlorózou. Vyžaduje vylamování zálisků a zaštipování letorostů po odkvetení. Má dobré vyzrávání letorostů, z nichž je plodných asi 80 %. Letorost mívá průměrně 1,4 hroznů. Zatížení je 60–80 oček na keř, 3–4 očkové čípky, Němci doporučují 5–7 oček/m2. Jako většinou, větší zatížení keře oslabuje kvalitu hroznů. Plodnost je průměrná, 7–10 t/ha při cukernatosti 18–22 °NM a aciditě 6–9 g/l. V Německu byla v letech 1995–2003 v průměru 11,7 t/ha při 84 °Oe a aciditě 7,9 g/l, udávána je výlisnost 100–120 hl/ha při neredukované sklizni. Je-li sběr posunut na pozdní dobu, snižuje se v hroznech obsah kyselin. Z tohoto důvodu a též pro uvolňování bobulí se příliš nedoporučuje posunutí sklizně za polovinu října.

### Fenologie
Odrůda raší středně pozdně, kvete raně až středně pozdně, dozrává raně až středně pozdně, ještě před Chasselas, u nás většinou koncem září, i po tomto termínu ale vydrží hrozny dlouho na keři.

### Choroby a škůdci
Odolává výborně padlí révovému (Uncinula necator) a plísni révové (Plasmopara viticola), ale listové formě révokaza, v nepříznivých podmínkách může být citlivější vůči napadení plísní šedou (Botrytis cinerea), kořenové formě révokaza odrůda odolná není.

### Poloha a půdy
Odrůda je vhodná do středních až dobrých poloh, nároky na půdu jsou též vyšší, ideální jsou půdy hlinité s dostatkem vody, citlivá je na nedostatek živin v půdě, zejména na nedostatek hořčíku. Je středně citlivá na sprchávání, proto jsou pro ni nevhodné chladné, větru otevřené polohy.

## Víno

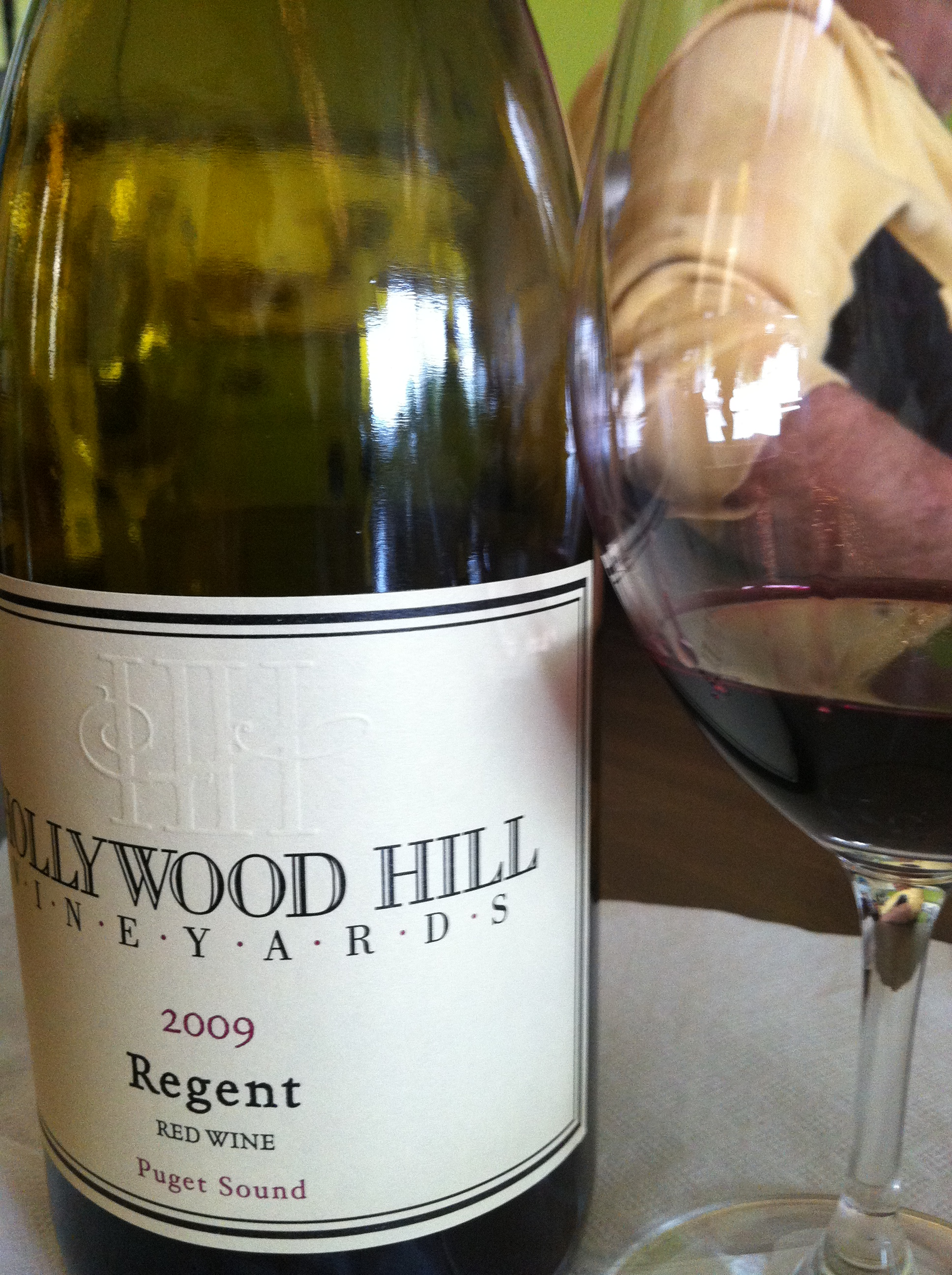
Víno z odrůdy Regent, stát Washington, USA

Dává vína vyšších jakostí s intenzívní, příjemnou a teplou tmavě červenou barvu, s plným, ovocitým tělem a se středním obsahem taninů. Chutí nezapřou svůj interspecifický původ, připomínají trochu také vína z oblasti údolí Rhôny či obecně jižní typ vín.
V aroma najdeme třešně, červený rybíz, typově by se vína snad dala přirovnat k vínům z odrůdy Dornfelder. Získávají si rychle oblibu mezi spotřebiteli. Při redukci sklizní jsou vína vhodná pro školení v barikových sudech. Do cuvée je tato barvířka vhodná s víny odr. Merlot.
Zajímavostí je neobvykle vysoký obsah barviva malvidinu v odrůdových vínech v porovnání s víny, vyrobenými z jiných modrých odrůd. Z výsledků chemické analýzy červeného vína by se při vyšším obsahu malvidinu eventuálně dalo usuzovat na možnost obsahu vína odrůdy Regent v cuvée.

### Multimédia
- Ing. Radek Sotolář : Multimediální atlas podnožových, moštových a stolních odrůd révy, Mendelova zemědělská a lesnická universita Brno, zahradnická fakulta v Lednici
- Martin Šimek : Encyklopédie všemožnejch odrůd révy vinné z celýho světa s přihlédnutím k těm, co již ouplně vymizely, 2008–2012